# Richard Baawobr
Richard Kuuia Baawobr M.Afr. (Tom-Zendagangn, 21 juni 1959 – Rome, 27 november 2022) was een Ghanees geestelijke en een kardinaal van de Rooms-Katholieke Kerk.
Baawobr trad in 1981 in bij de Sociëteit van Missionarissen van Afrika (Witte Paters), waarbij hij op 18 juli 1987 priester werd gewijd. Vervolgens was hij werkzaam in pastorale functies. In 2010 werd hij verkozen tot generaal-overste van de Witte Paters, de eerste Afrikaan in deze functie; hij werd toen eveneens benoemd tot vice-rector van het Pauselijk Instituut voor Arabische en Islamitische Studies.
Op 17 februari 2016 werd Baawobr benoemd tot bisschop van Wa door paus Franciscus; zijn bisschopswijding door kardinaal Peter Turkson vond plaats op 7 mei 2016. Zijn bisschopsleuze luidde Servus Misericordiae Dei (Dienaar van Gods barmhartigheid).
Op 4 juli 2020 benoemde paus Franciscus Baawobr tot lid van de Pauselijke Raad ter Bevordering van de Eenheid van de Christenen.
Baawobr werd tijdens het consistorie van 27 augustus 2022 kardinaal gecreëerd. Hij kreeg de rang van kardinaal-priester. Zijn titelkerk werd de Santa Maria Immacolata di Lourdes a Boccea. Hij zou niet lang kardinaal zijn: exact drie maanden na zijn creatie overleed Baawobr op 63-jarige leeftijd.